# Henrique Afonso Gomes
Henrique Afonso Gomes (sinh ngày 23 tháng 3 năm 1991) là một cầu thủ bóng đá người Bồ Đào Nha thi đấu cho Oriental ở vị trí tiền đạo.

## Sự nghiệp bóng đá
Vào ngày 20 tháng 8 năm 2014, Gomes có màn ra mắt cho Oriental trong trận đấu tại Cúp Liên đoàn bóng đá Bồ Đào Nha 2014–15 trước Olhanense.